# Femkamp för damer i friidrott vid olympiska sommarspelen 1976
Damernas femkamp vid olympiska sommarspelen 1976 i Montréal avgjordes den 25-26 juli. 

## Medaljörer
| Gren    | Guld                        | Guld        | Silver                        | Silver      | Brons                          | Brons       |
| Femkamp | Siegrun Siegl · Östtyskland | 4 745 poäng | Christine Laser · Östtyskland | 4 745 poäng | Burglinde Pollak · Östtyskland | 4 740 poäng |

## Resultat
| Plats | Femkampare                | Poäng |
| ----- | ------------------------- | ----- |
| 1     | Siegrun Siegl (GDR)       | 4745  |
| 2     | Christine Laser (GDR)     | 4745  |
| 3     | Burglinde Pollak (GDR)    | 4740  |
| 4     | Ljudmila Popowskaja (URS) | 4700  |
| 5     | Nadija Tkatjenko (URS)    | 4669  |
| 6     | Diane Jones (CAN)         | 4582  |
| 7     | Jane Frederick (USA)      | 4566  |
| 8     | Margit Papp (HUN)         | 4535  |